# Irene Harand

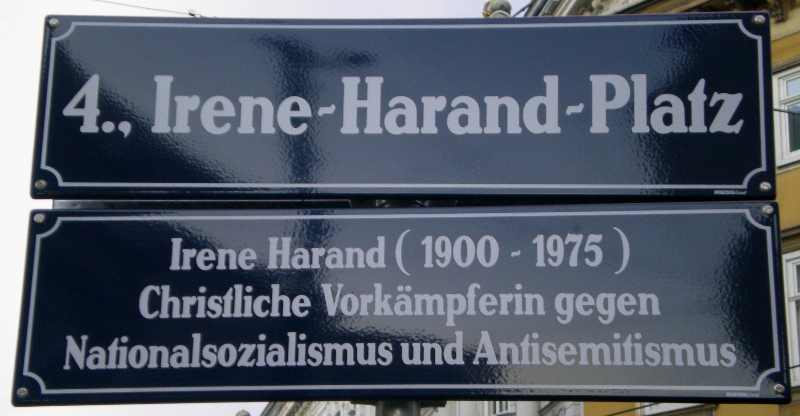
Gatuskylt i Wien

Irene Harand, född 6 september 1900 i Wien, död 3 februari 1975 i New York, var en österrikisk människorättsaktivist och motståndare till antisemitismen.
Harand föddes i en romersk katolsk familj i Wien och organiserade protester mot Nazi-Tysklands förföljelser av judar. Hon startade 1933 Harandrörelsen, en organisation kallad Weltbewegung gegen Rassenhass und Menschennot (Den internationella rörelsen mot rasistiskt hat och mänskligt lidande) vilken hon kampanjade med genom Europa före Andra världskrigets utbrott.
Även om hon inte motsatte sig det Austrofascistiska styret under Engelbert Dollfuß och hans Faderlandsfront kämpade Harand mot antisemitiska strömningar och nazism. Som svar till Hitlers bok Mein Kampf skrev hon boken Sein Kampf - Antwort an Hitler von Irene Harand (Hans kamp - Svaret till Hitler från Irene Harand).
När Nazi-Tyskland invaderade Österrike 1938 befann sig Harand i London för en föreläsning, detta räddade hennes liv då nazisterna utlyst en belöning på 100 000 riksmark för att få henne tillfångatagen. Hon emigrerade sedan till USA där hon etablerade det Österrikiska forumet som efter kriget fungerade som bas för Austrian Culture Forum som hon senare kom att leda.
1969 mottog hon hederstiteln Rättfärdig bland folken av Yad Vashem, Israel för hennes motstånd mot nazisternas antisemitism. Harand dog i New York 1975 men ligger begravd i Simmering i Wien. 2008 namngavs ett torg i Wieden i Wien till hennes minne.